# Лишин, Константин Андреевич
Константин Андреевич Ли́шин (1833—1906) — генерал-майор русской императорской армии; люблинский губернатор. Сын генерал-лейтенанта А. Ф. Лишина.

## Биография

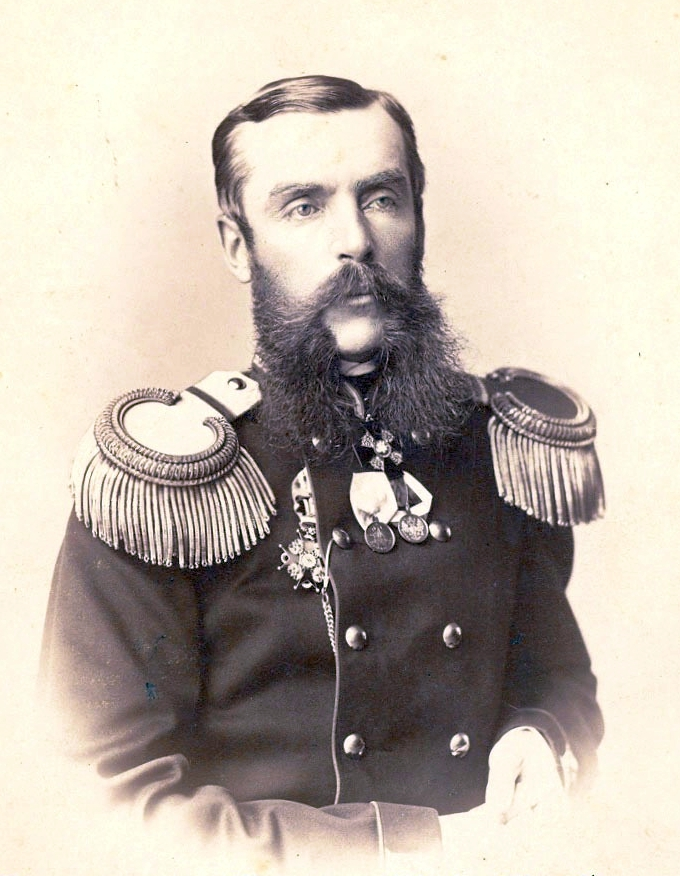
Полковник К. А. Лишин. Люблинский губернатор. 1875 г.

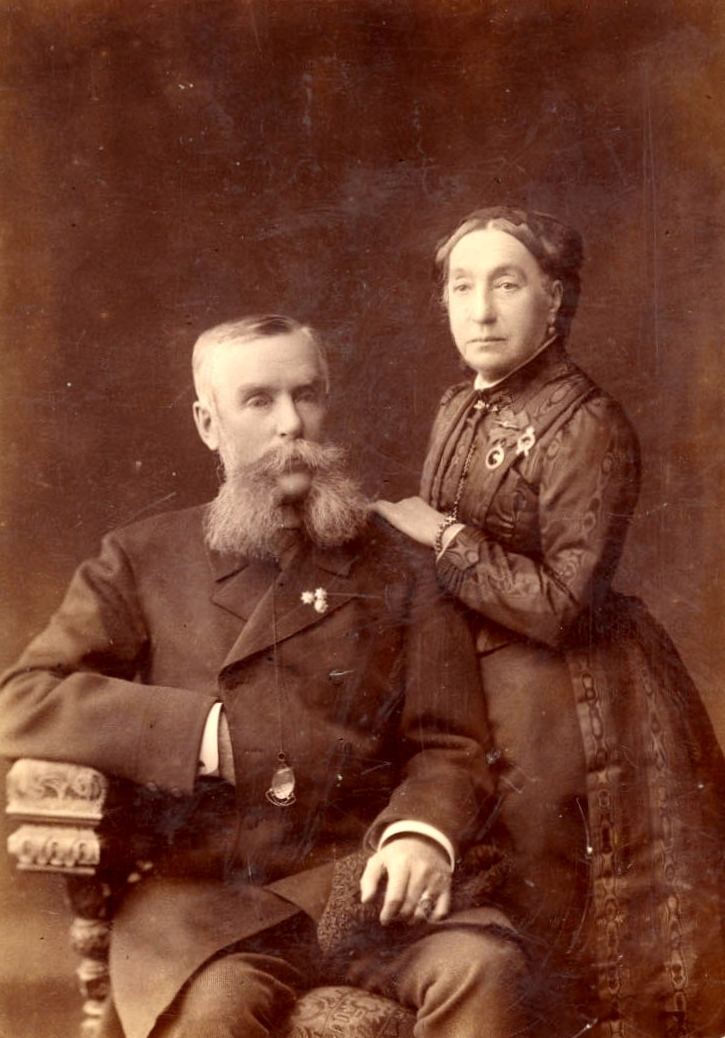
Константин Андреевич Лишин и его жена Роксандра Лишина (1898)

Происходил из дворян Черниговской губернии. Родился в Санкт-Петербурге 31 марта (12 апреля) 1833 года в семье штабс-капитана Андрея Фёдоровича Лишина; был крещён 12 апреля в церкви Входа Господня во Иерусалим, что у Лигова канала, при восприемстве императора Николая I.
Воспитывался в школе гвардейских подпрапорщиков кавалерийских юнкеров. В службу вступил прапорщиком в лейб-гвардии Семёновский полк 8 августа 1850 года; 30 августа 1852 года был направлен на учёбу в Императорскую военную академию, которую окончил в ноябре 1853 года. Подпоручик с 11 апреля 1854 года; переведён в резервный полк 6 сентября. Назначен полковым адъютантом 25 февраля 1855 года. Поручик с 27 марта 1855 года; 26 августа 1856 года награждён орденом Св. Станислава 3-й степени. Переведён в лейб-гвардии 2-й стрелковый батальон 22 мая 1858 года. Штабс-капитан с 12 апреля 1859 года; 30 августа 1860 года награждён орденом Св. Анны 3-й степени. С 23 апреля 1861 года — капитан. После отличия за стрельбу в цель, в присутствии императора, 30 августа 1862 года был награждён орденом Св. Станислава 2-й степени.
Полковник с 1 января 1864 года; 30 августа 1864 года был пожалован императорской короной к ордену Св. Станислава. Переведён 16 июня 1866 года во 2-й гренадёрский стрелковый батальон. Высочайшим приказом 12 апреля 1867 года был назначен для поручений к командующему войсками Одесского военного округа с зачислением по армейской пехоте и 6 мая назначен командиром 54 пехотного Минского полка. По болезни уволен в 11-месячный отпуск в Россию и заграницу 18 февраля 1868 года; 22 апреля 1869 года был назначен в распоряжение командующего войсками Одесского военного округа без содержания от казны и с оставлением по армейской пехоте и запасным войскам. Награждён орденом Св. Анны 2-й степени 17 апреля 1870 года.
20 июля 1872 года ему присвоено звание почётного гражданина города Хотина; 10 сентября того же года награждён орденом Св. Владимира 4-й степени. Во время своего пребывания и службы в Одессе, часто посещал Николаев, где в это время строился ракетный завод под руководством его дяди, генерал-лейтенанта К. И. Константинова.
Был переведён 7 февраля 1875 года в распоряжение командующего войсками Варшавского военного округа и с 5 июня начал исправлять должность люблинского губернатора; 1 января 1877 года был произведён в генерал-майоры с утверждением в должности губернатора. За сделанные из собственных средств пожертвования в пользу воссоединившихся церквей Люблинской и Сувалкской губерний, он получил 13 июля 1879 года золотую медаль с надписью: «за усердие», а 23 августа пожалован дополнительно орденом Св. Станислава 1-й степени. Уволен от должности губернатора, по расстроенному здоровью, 18 октября 1880 года, с оставлением по армейской пехоте.
Высочайшим приказом от 27 января 1890 года генерал-майор К. А. Лишин был уволен из запаса армии в отставку с мундиром и с пенсией из Государственного казначейства.
К. А. Лишин исполнял должности в различных исторических обществах и был гласным Кишинёвской Думы.
После смерти отца в 1898 году, К. А. Лишин, распределив отцовское наследство, полученное по завещанию, удалился в Бессарабию — в родовое имение, где 4 апреля 1906 года скончался и похоронен.
Кроме российских орденов был награждён Его Высочеством Князем Сербским командорским крестом ордена «ТАКОВА» 3-й степени (1879), а также пожалован Его Светлостью Князем Черногорским орденом «Князя Даниила I» 2-й степени.
Был женат, с 1869 года, на внучке верховного вестиара Молдавии Росетто-Розновано, Александре (Роксандре) Николаевне (1844—1897). Для Роксандры Николаевны это был уже второй брак, с первым мужем статским советником Сабуровым она развелась. Детей у них не было.
В приданое, К. А. Лишин получил 500 десятин земли и имение в селе Рестео-Атаки Хотинского уезда (ныне — село Днестровка, Кельменецкого района Украины), которое стало родовым имением отставного генерал-майора.

## Комментарии
1. ↑  Её дед, Иордаки (Георгий) Росетти-Рознован был в 1806—1812 годах вистерником (государственным казначеем). Он был самым видным и влиятельным среди молдавских бояр, бежавших в Кишинёв во время русско-турецкой войны 1806—1812. Владелец знаменитого поместья Стынка, находящегося на правом берегу Прута, напротив Скулян. Он прожил в Бессарабии до 1824 года, поддерживая оживлённую переписку с Петербургом; состоял в переписке с И. Каподистрии, Строгановым, М. С. Воронцовым, А. Ф. Ланжероном, сохранился даже меморандум о Молдавии Александру I, написанный в Кишинёве.
У Иордаки было два сына Алеко (Александр) и Николай. Николай получил образование во Франции и в Германии, откуда вернулся полный либеральных идей. Отличаясь страстью к чтению, он собрал в Стынке лучшую в Молдавии библиотеку. В Кишинёве у Николая Рознована собиралась молдавская молодёжь, любившая потолковать о политике. Николай Рознован состоял в браке с Екатериной, урождённой княгиней Гика. У них было три дочери: Мария, Пульхерия и Роксандра (Александра) — выпускницы Смольного института.